# 白相人
白相人（上海话拼音：bhekxiannhin，发音：[bə̏ʔɕiã̀ȵi᷅n]），可說是在1949年以前上海地區喜歡遊樂的資產階級、有錢有閒人士；負面說詞是「上海紳士流氓」（出資領養許多有牌、無牌、甲級乙級丙級……流氓、賊頭帽子）。白相在吳語等同北京官話的「玩兒」。